# Discothyrea denticulata
Discothyrea denticulata är en myrart som beskrevs av Weber 1939. Discothyrea denticulata ingår i släktet Discothyrea och familjen myror. Inga underarter finns listade i Catalogue of Life.

## Bildgalleri

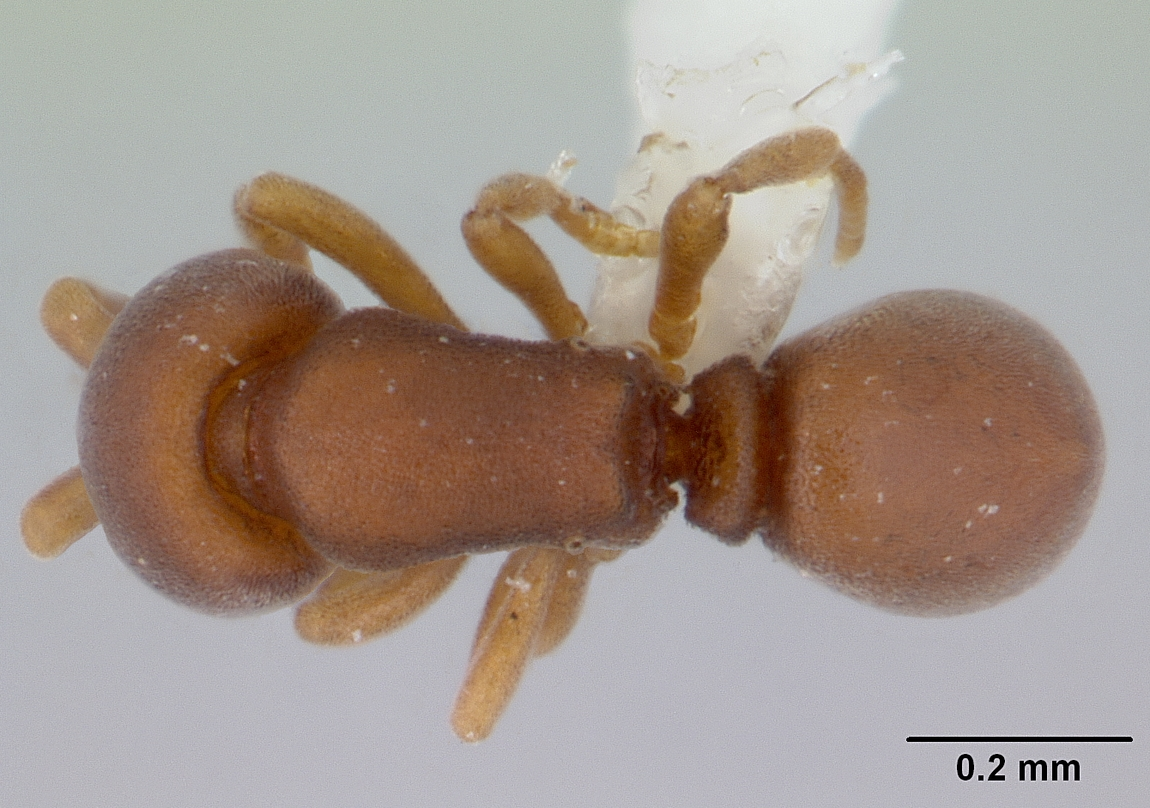
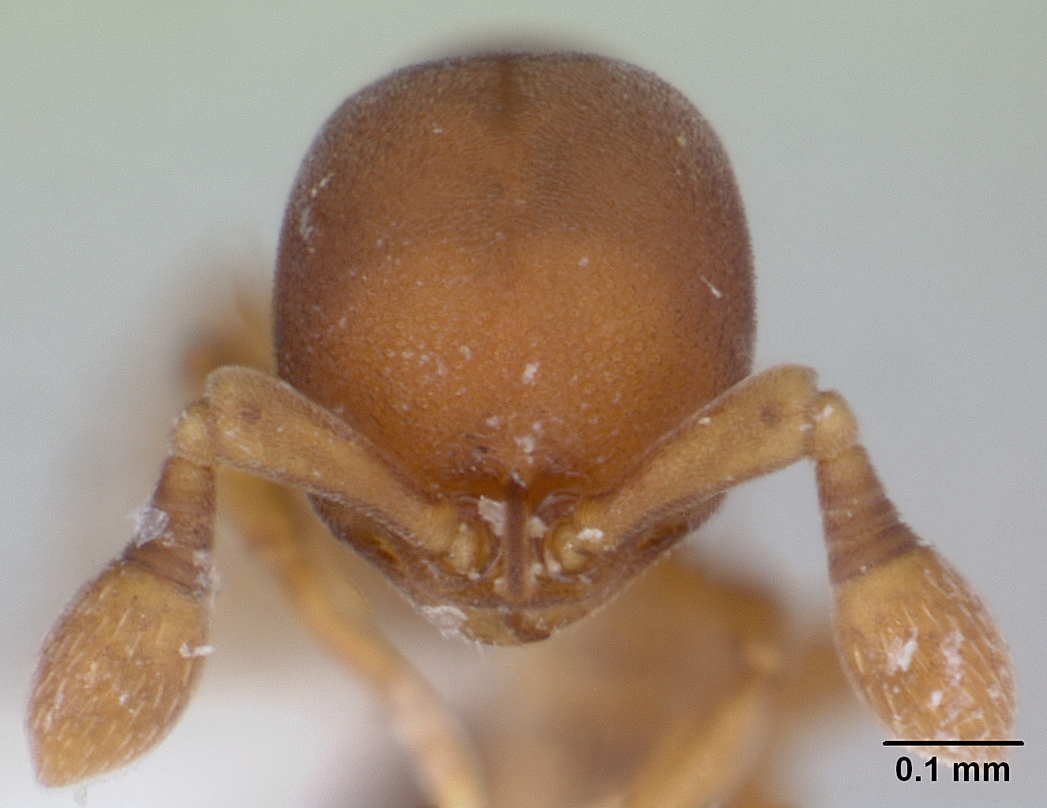
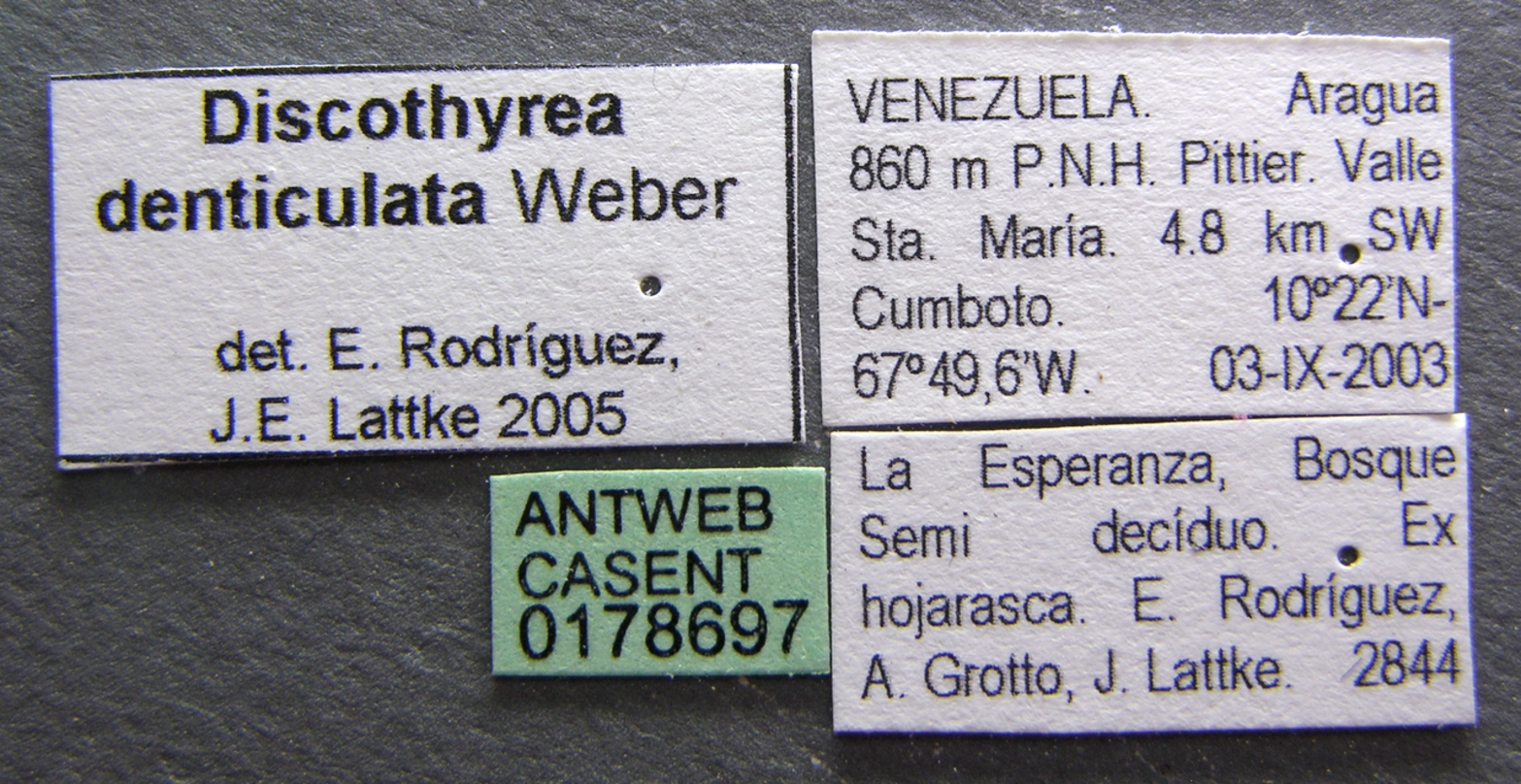
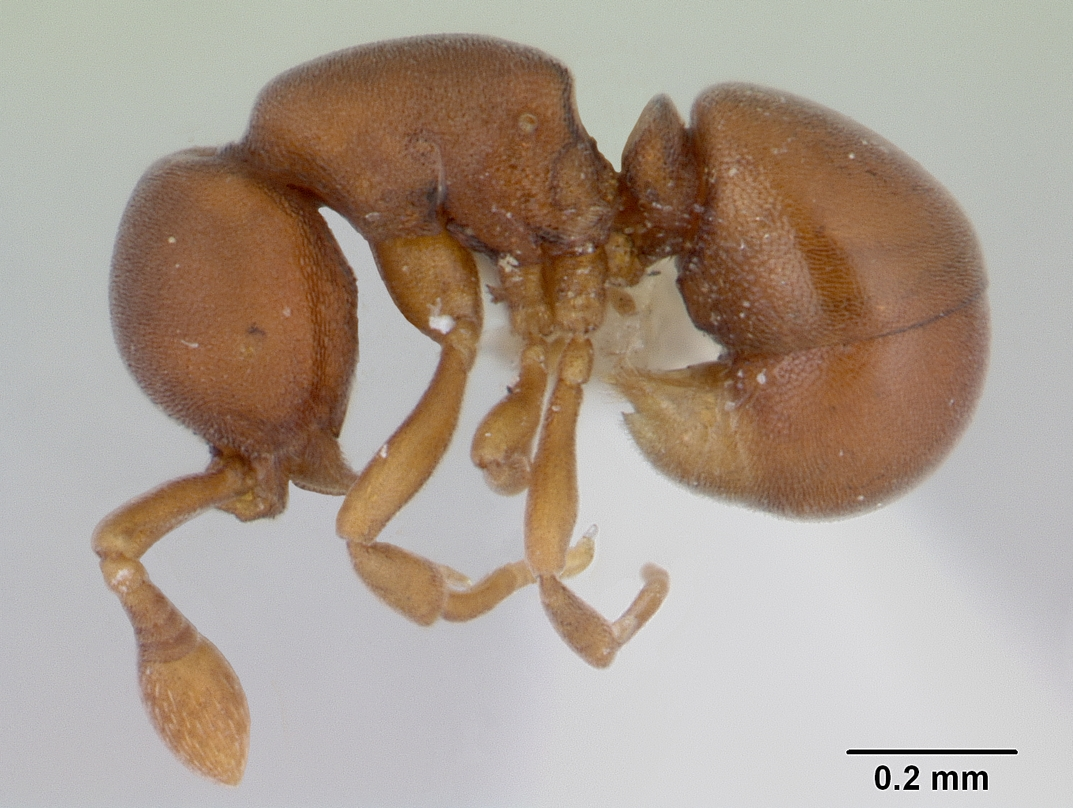